# Johan Kenkhuis
Johan Kenkhuis (Países Bajos, 7 de mayo de 1980) es un nadador neerlandés especializado en pruebas de estilo libre, donde consiguió ser campeón olímpico en 2004 en los 4 x 100 metros.

## Carrera deportiva
En los Juegos Olímpicos de Sídney 2000 ganó la medalla de bronce en los relevos de 4x200 metros estilo libre, con un tiempo de 7:12.70 segundos que fue récord nacional, tras Australia y Estados Unidos.
Cuatro años después, en los Juegos Olímpicos de Atenas 2004 ganó la medalla de plata en los relevos de 4 x 100 metros estilo libre, con un tiempo de 3:14.36 segundos que fue récord nacional, tras Sudáfrica y por delante de Estados Unidos (bronce).

## Vida personal
Kenkhuis es abiertamente gay y fue uno de los once deportistas públicamente homosexuales que participaron en los Juegos Olímpicos de Atenas 2004.